# Кристиан Банков
Кристиан Банков е български семиотик и културолог, професор в Нов български университет.

## Биография

### Образование
Роден е на 10 юни 1970 г. в София. Завършва Техникума по електроника в в София (1989), а след това Държавния университет в Болоня, Италия, специалност „Теория на спектакъла“ (DAMS Spettacolo) във Факултета за филологии и философия с максимален успех (110 e lode). Избира специализация за последните години от следването си в Института за науки за комуникацията, оглавяван от проф. Умберто Еко. Защитава дипломна работа на тема „Езикът като позитивен елемент в антиинтелектуализма на Бергсон“, с ръководител проф. Уго Воли (1995). През 1997 г. печели стипендия на финландското правителство и след няколко престоя в Хелзинкския университет, през 2000 г. защитава докторска дисертация на тема „Интелектуално усилие и езикова работа: семиотични и херменевтични аспекти във философията на Бергсон“, във Факултета по изкуства, Департамент по теоретична философия, с оценка magna cum laude approbatur. Негов ръководител е проф. Ееро Тарасти, а супервайзър проф. Илка Ниинилуото. Дисертацията е публикувана като отделен том в серията Acta Semiotica Fennica.

### Професионално развитие
От декември 1995 г. той започва да преподава семиотика като хоноруван преподавател в Нов български университет. След защитата на дисертацията си в Хелзинкския университет продължава преподавателската си и изследователска работа в НБУ и през март 2006 г. му е присъдено научно звание доцент по съвременни философски учения (семиотика). През октомври 2011 г. печели конкурс за назначаване на академична длъжност професор по семиотика в Нов български университет.
От 1996 г. насам Кристиан Банков осъществява интензивна международна дейност. Той е изнасял лекции, семинари и е организирал кръгли маси в Хелзинкския, Тартуския и Лундския университети, Университета в Бари, IULM – Милано, London Guildhall University (сега London Metropolitan University), Технологичния университет в Каунас (Литва), Софийския университет „Св. Климент Охридски“ и др. Основен организатор на ежегодната международна Ранноесенна школа по семиотика EFSS (2006-) и на Пролетна школа по семиотика (2006, 2007, 2008), носещи кредити на студенти от над 10 европейски университета. Печелил е като главен координатор и партньор множество проекти за развитие на учебната и изследователската дейност. Съавтор е на първата международна докторска програма по семиотика (SEMKNOW).
През 2007 г. по негова инициатива в НБУ стартира магистърска програма „Реклама и стилове на живот“, през 2012 г. „Реклама и бранд мениджмънт“, а през 2015 г. Brand Management – изцяло на английски език.
Проф. д-р Кристиан Банков е заместник-ректор по международната дейност и връзки с обществеността на Нов български университет (2011-12) и ръководител на Югоизточноевропейския център за семиотични изследвания (ЮЕЦСИ) – от февруари 2007).
През 2014 г. той е главен организатор на 12. Световен конгрес на Международната асоциация за семиотични изследвания (IASS/AIS), провел се в Нов български университет.

### Обществена дейност
Банков е избран за главен секретар на Международната асоциация за семиотични изследвания (IASS/AIS) през септември 2014 г.
От 2005 г. е представител на Балканската асоциация за семиотични изследвания (BASS) в разширения съвет на Международната асоциация за семиотични изследвания (IASS).
Банков е председател на сдружение „Не на страха“ (1997-1998).

### Научни интереси
Основните му интереси са в областта на теоретичната семиотика, социосемиотиката, консумативното общество и новите медии. Има четири публикувани книги и множество статии на български, английски, италиански и френски.

### Монографии
- Intellectual Effort and Linguistic Work: Semiotic and Hermeneutic Aspects of the Philosophy of H. Bergson. Acta Semiotica Fennica Vol. IX, Helsinki, 2000, 168 p. (ISBN 978-951-98654-0-9)
- Семиотични тетрадки. Част I: Уводни лекции по семиотика. изд. на Нов български университет, София, 2001, 143 p. (Semiotic notebooks: introductory lectures in semiotics) (ISBN 954-535-250-7)
- Семиотични тетрадки. Част II: Семиотика, памет, идентичност. изд. на Нов български университет, София, 2004, 164 p. (Semiotic notebooks II: Semiotics, Memory, Identity) (ISBN 954-535-332-5)
- Консумативното общество. ЛИК: София, 2009, 264 p. (ISBN 978-954-607-779-0) (The Consumer society)[3].

### Съставителство и редакция
- Научна редакция на книгата Материя и памет на Анри Бергсон (от френски), София: издание на НБУ, 2002.
- Научна редакция на книгата Прагматизъм на проф. Иван Саръилиев, София: издание на НБУ, 2002.
- Съставителство на сборник Семиотиката в действие: Reader за деветата ранноесенна школа по семиотика, София: изд. НБУ, 2003.
- Съставителство на сборник EFSS’2003 Sign Theories in Use, (на английски) София: изд. НБУ, 2004.
- Научна редакция на книгата Кант и птицечовката на Умберто Еко (от италиански), София: Дом на науките за човека и обществото, 2004.
- Съставителство и научна редакция на сборник EFSS’2004 Culture and text, (на английски и български). София: изд. НБУ, 2005.
- Съставителство и научна редакция на сборник Semiotics and Genre, Volume XI* EFSS’2005, София: изд. на НБУ, 2006, 94 с., на английски и френски.
- Съставителство и научна редакция на сборник Семиотика и жанр, Том XI* EFSS’2005. изд. на НБУ, 2006, 175 с.
- Съставителство и научна редакция на сборник Семиотиката в действие 2007: Лекции и доклади по семиотика, София: изд. на НБУ, 2008.
- Съставителство и научна редакция на книгата на Еро Тарасти Екзистенциална семиотика, София: НБУ, 2009, 336 с.
- Съставителство и научна редакция на електронно издание Vers les deux sources de la morale et de la religion (на френски), заедно с Владимир Градев, Sofia: NBU, 2010 (ISBN 978-954-535-614-8)
- Съставителство и научна редакция на сборник Семиотиката в действие 2011: Лекции и доклади по семиотика, София: изд. на НБУ, 2011, 201 с. (ISBN 978-954-535-671-1)

### Студии и статии
- „За една трансцендентална компетентност на субекта, забравена от основните семиотики“ (резюме на английски). – В: Сборник EFSS ‘96, том II, издание на департамент „Антропология“ към НБУ.
- „Текст и интелигентност“. – В: Сборник EFSS ’97, том III, София, 1998, с. 239-255.
- „Език на потреблението“. – В: сп. Медиа & Реклама, април 2000, с. 20-21.
- „Истинност и лъжливост на рекламата“. – В: сп. Медиа & Реклама, юни 2000, с. 23-24.
- „Аз, моя милост и българската идентичност“. – В: Литературен форум, бр. 15 (438), 5-12 декември 2000.
- „Рекламните послания на бирите“. – В: Медия свят, октомври 2001, с. 36-38.
- „Новите дрехи на интелектуалеца“. – В: Медия свят, март 2002, с. 35-36.
- „Към едно преоткриване на Бергсон“. – В: Анри Бергсон, Материя и памет, София: НБУ, 2002, с. 3-30. (уводна студия към книгата)
- „Проф. Иван Саръилиев, езикът и семиотиката“. – В: Иван Саръилиев, Усилието да узнаваш, София: НБУ, 2004, с. 58-62.
- „Интерпретативни разходки около една отворена творба“. – В: сп. Театър, бр. 7-9, 2004, с. 24-27.
- „Битие и резистентност“. – В: Семиотика и идентичност: около Умберто Еко, София: Дом на науките за човека и обществото, 2005, с. 118-148.
- „Семиотична артикулация на света и темпоралност на опита в него“. – В: Диалог между две култури, Ерера, М., Брикле, П., Ламберт, С. (съставители), София, 2006, с. 185-190.
- „Семиотика, памет, идентичност“. – В: Памет, идентичност, съзнание, Орлин Тодоров (съст.), София: НБУ, 2006, с. 63-76.
- „Семиотичното вдъхновение на Еро Тарасти“. – В: Еро Тарасти, Екзистенциална семиотика, София: НБУ, 2009, с. 3-5. (предговор)
- „Френската семантика в български прочит: разширяване на диапазона“. – В: Лора Петрова Недялкова, Словесни и музикални дискурси от епохата на барока: смислови пространства в сравнителна перспектива, София: УИ „Св. Климент Охридски“, 2010. (предговор към книгата)
- „Смисъл и значение на бельото или към една семиотика на бельовния дискурс“. – В: Бельото като дискурс, състав. Георг Краев, София: НБУ, 2010. +CD
- „Голямото дигитално покръстване“. – В: Милад Дуеи, Големият дигитален обрат, София: НБУ, 2011, с. 11-13.
- „Text & Intelligence“. – В: Snow, Forest, Silence, Acta Semiotica Fennica IV-VI, ISI & Indiana University Press, 1999, pp. 67-80.
- „The Role of the Intellectual in the Age of Media“. – В: Europe in Flames, Jari Ehrnrooth, Niilo Kauppi (ed.), Helsinki University Press, 2001, pp. 152-155.
- „Analisi semio-temporale dell’identità, basata su una tipologia della memoria“. – В: Logica, Dialogica, Ideologica, Patrizia Calefato and Susan Petrilli (ed.), Mimesis, Milano, 2003, pp. 249-258.
- „Le sentier bergsonienne vers la sémiotique existentielle“. – В: Degres, nº116 (Hiver 2003), pp. c1-c7.
- „Infinite Semiosis and Resistance“. – В: From Nature to Psyche, Acta Semiotica Fennica, vol. XX, Helsinki, 2004, pp. 175-181.
- „A semio-temporal analysis of identity, based on a typology of memory“. – В: Subject Matters: a Journal of Communications and the Self, London Metropolitan University Press, 2005, Vol. 2, No. 2., pp. 49-58.
- „Redrawing the Map and Setting the Agenda in Philosophy“. – В: The American Journal of Semiotics, Vol. 21. 1-4 (2005), p. 191-207.
- „La articulación semiótica del mundo y la temporalidad de su intento“. – В: Diálogo Intercultural, Herrera, M., Brickle, P., Lambert, C., (eds), Sofia, 2006, pp. 191-196.
- „Bankov’s Razor Versus Martinelli’s Cannon. A Confrontation around Biosemiotics“. – В: Biosemiotics, Springer Netherlands, 1/2008, pp. 397-407.
- „A sociosemiotic model of the standards for discursive validation“. – В: A Sounding of Signs: Modalities and Moments in Music, Culture, and Philosophy, Robert S. Hatten, Pirjo Kukkonen, Richard Littlefield, Harri Veivo & Irma Vierimaa (eds.), Imatra: Acta Semiotica Fennica, 2008, pp. 253-268.
- „Cultures of Navigation versus Cultures of Erudition“. – В: Lexia 05/06 2010 Analisi delle culture, culture dell’analisi, edited by Massimo Leone, Rome: Aracne editrice S.r.l., pp. 103-123.
- „Technology, the Imaginary and the Transfer of Experience: between the Market and Social Networks“. – В: Lexia 07/08 2011 Immaginari. Prospettive disciplinari, edited by Massimo Leone, Rome: Aracne editrice S.r.l., pp. 255-278.
- „Удоволствието от хипертекста“. – в Градината с розите III. Лекции и слова (2007 – 2014), Веселина Василева (съст.), София: НБУ 2015 г., стр. 50-77.
- „Консумативни ритуали във Facebook”. – във Всичко за продан. Консумативната култура в България, Евгения Кръстева-Благоева (съст.), София: НБУ, 2014 г., стр. 57-77.